# Dirk Crois
Dirk Crois (ur. 18 kwietnia 1961 w Brugii) – belgijski wioślarz, srebrny medalista olimpijski.

## Kariera
Wystartował na igrzyskach olimpijskich w Los Angeles w 1984, gdzie razem z Pierre-Marie Deloofem zdobył srebrny medal w dwójkach podwójnych. W finale o 2,32 sekundy przegrali z osadą USA, a o 1,40 sekundy pokonali osadę Jugosławii. Na rozgrywanych cztery lata później igrzyskach olimpijskich w Seulu startował w jedynkach, jednak odpadł w repasażach pierwszej rundy. Brał też udział w igrzyskach olimpijskich w Barcelonie w 1992, gdzie zajął 12. miejsce w czwórkach podwójnych.
W tej samej konkurencji zajął też czwarte miejsce na mistrzostwach świata w Hazewinkel w 1985. Walkę o medal Belgowie przegrali tam ze Szwajcarami o 0,01 sekundy.
Podczas ceremonii otwarcia był chorążym reprezentacji Belgii.